# Двуреченський Микита Кирилович
Микита Кирилович Двуреченський (рос. Игорь Михайлович Головков; 30 липня 1991, м. Липецьк, СРСР) — російський хокеїст, лівий/правий нападник. Виступає за «Витязь» (Чехов) у Континентальній хокейній лізі.
Вихованець хокейної школи ХК «Липецьк». Виступав за «Динамо» (Москва), МХК «Динамо», ХК ВМФ (Санкт-Петербург), ХК «Шериф», «Витязь» (Чехов), «Російські Витязі» (Чехов), «Дукла» (Михайлівці).
У складі молодіжної збірної Росії учасник чемпіонату світу 2011. У складі юніорської збірної Росії учасник чемпіонату світу 2009.
Батько: Кирило Двуреченський.
Досягнення
- Переможець молодіжного чемпіонату світу (2011)
- Срібний призер юніорського чемпіонату світу (2009).